# Schloßplatz (Wiesbaden)

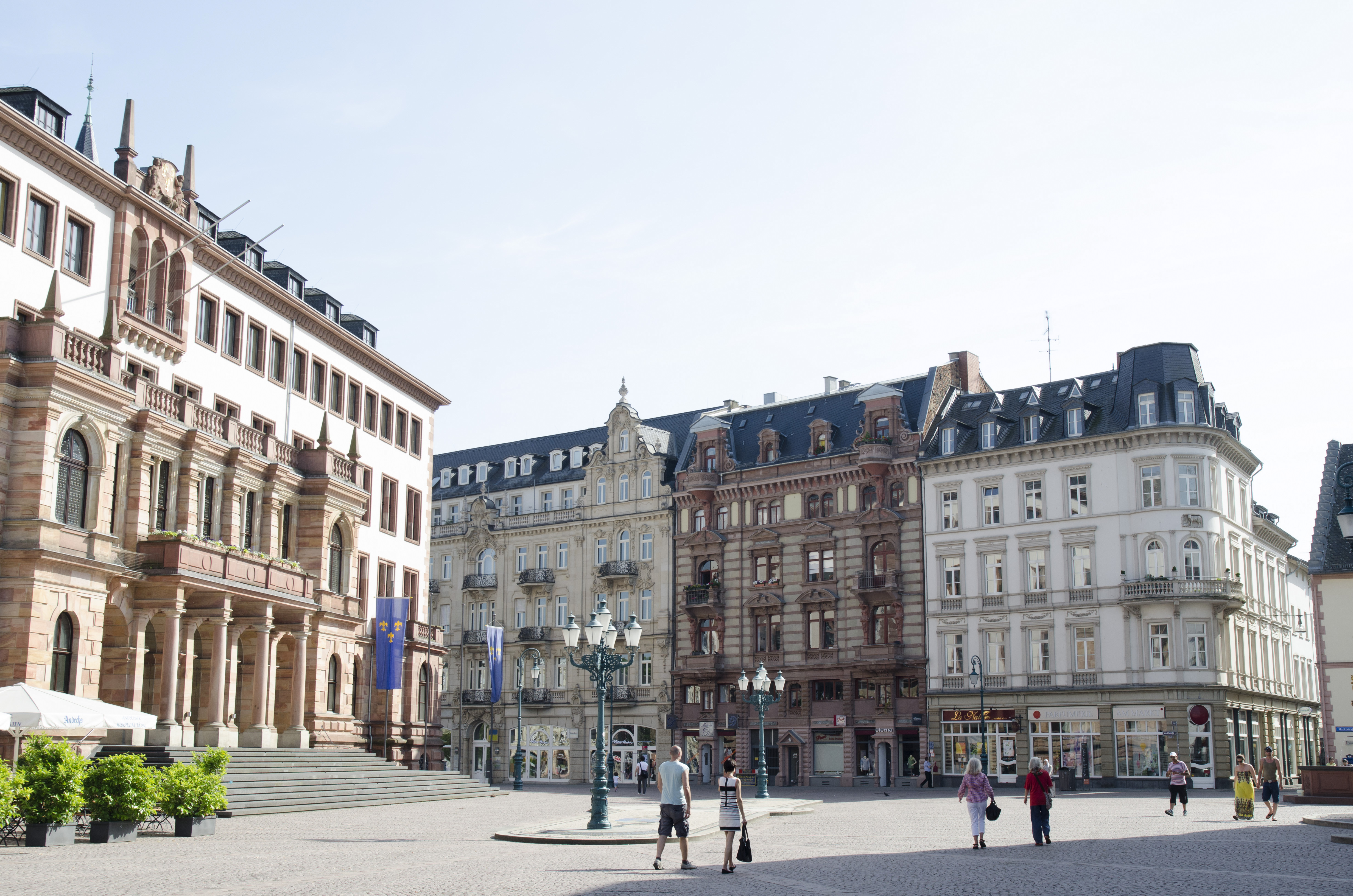
Schloßplatz och nya rådhuset (vänster).

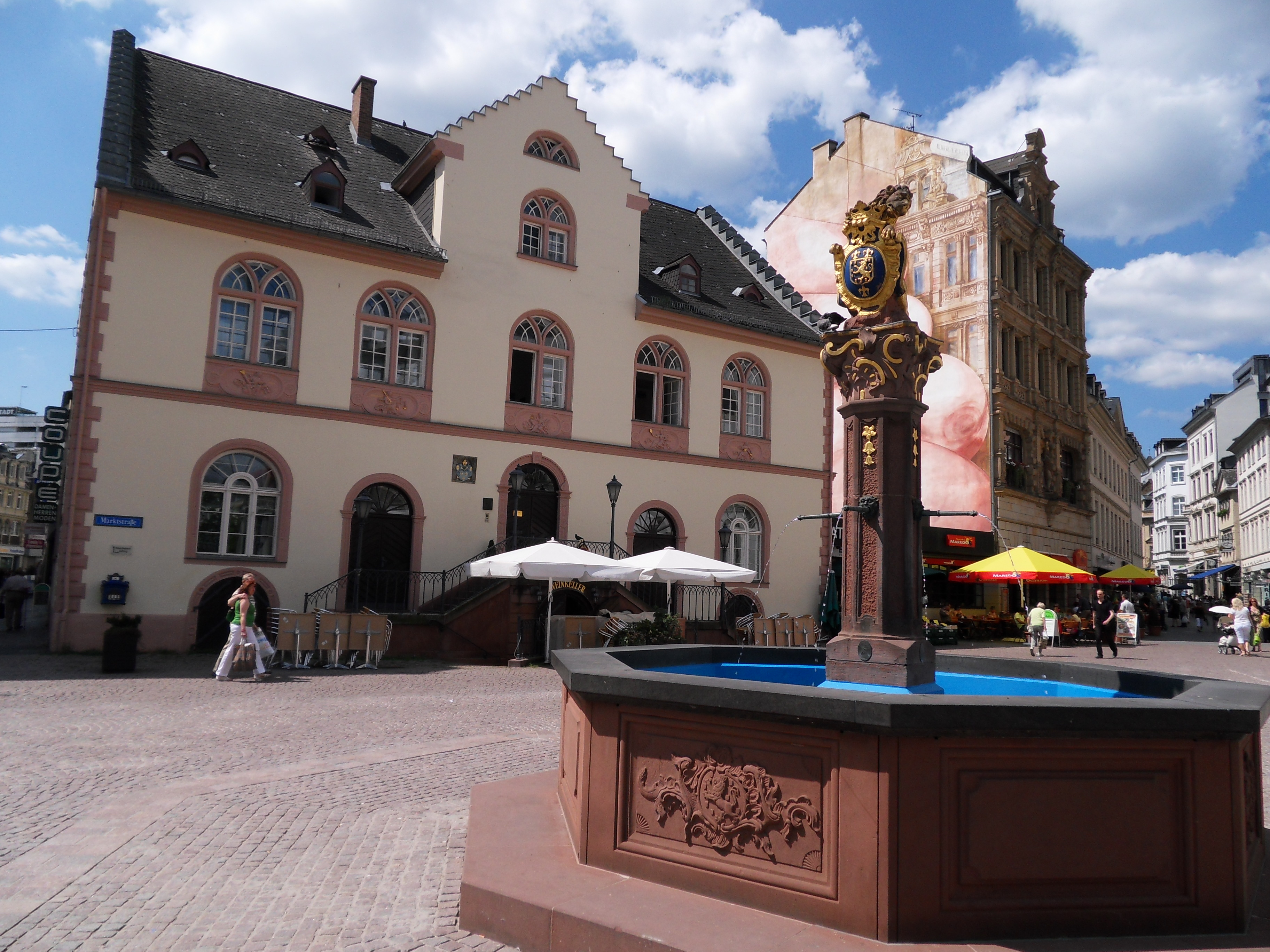
Marktbrunnen och gamla rådhuset.

Schloßplatz (slottstorget) är ett torg i centrala Wiesbaden. I mitten av torget står den kända fontänen "Marktbrunnen". Andra kända byggnader är stadsslottet, rådhuset och Marknadskyrkan.